# Ère des quarks
 (avril 2018).
Si vous disposez d'ouvrages ou d'articles de référence ou si vous connaissez des sites web de qualité traitant du thème abordé ici, merci de compléter l'article en donnant les références utiles à sa vérifiabilité et en les liant à la section « Notes et références ».

Ère des quarks (en jaune), à partir de 10^{-12} seconde après le Big Bang, jusqu'à 10^{-6} seconde.

En cosmologie primordiale, l'ère des quarks est la période de l'Univers primordial qui succède à l'ère électrofaible et précède l'ère hadronique. Elle a commencé 10–12 seconde (1 ps) après le Big Bang et s'est terminée 10–6 seconde après (1 µs). Pendant ce temps, la température moyenne de l'Univers s'est abaissée d'environ 1013 à 1011 K.
- Le début de l'ère des quarks est caractérisé par la séparation de l'interaction électrofaible en une interaction faible et une interaction électromagnétique. Dorénavant l'Univers sera gouverné par quatre interactions fondamentales, avec l'interaction forte et l'interaction gravitationnelle.
- Pendant l'ère des quarks la matière ordinaire est un plasma dense et chaud, constitué, selon le modèle standard de la physique des particules, de quarks, de gluons et de leptons, tous libres (c'est-à-dire non liés).
- La fin de l'ère des quarks se caractérise par la combinaison des quarks et des gluons pour former des hadrons (baryons et mésons). Dorénavant, l'Univers ne comportera plus de quarks ni de gluons libres.